# لورا ووكر
لورا ووكر هي لاعبة كرلنغ كندية، ولدت في 19 نوفمبر 1990 في تورونتو في كندا.

## وصلات خارجية
- لورا ووكر على موقع الاتحاد الدولي للكرلنغ (الإنجليزية)
- لورا ووكر على موقع الاتحاد الدولي للكرلنغ (الإنجليزية)